# Медаль имени Макса Планка
Медаль имени Макса Планка (нем. Max-Planck-Medaille) — присуждается ежегодно, с 1929 года, Немецким физическим обществом — за особые достижения по теоретической физике, является самой значительной немецкой наградой в данной области. Лауреату вручаются золотая медаль с портретом Макса Планка и пергаментный рукописный сертификат.

## Награждённые
- 1929: Макс Планк и Альберт Эйнштейн
- 1930: Нильс Бор
- 1931: Арнольд Зоммерфельд
- 1932: Макс фон Лауэ
- 1933: Вернер Гейзенберг
- 1934: награждений не производилось
- 1935: награждений не производилось
- 1936: награждений не производилось
- 1937: Эрвин Шрёдингер
- 1938: Луи Виктор де Бройль
- 1939: награждений не производилось
- 1940: награждений не производилось
- 1941: награждений не производилось
- 1942: Паскуаль Йордан
- 1943: Фридрих Хунд
- 1944: Вальтер Коссель
- 1945: награждений не производилось
- 1946: награждений не производилось
- 1947: награждений не производилось
- 1948: Макс Борн
- 1949: Отто Ган и Лиза Мейтнер
- 1950: Петер Дебай
- 1951: Джеймс Франк и Густав Герц
- 1952: Поль Дирак[Ком. 1]
- 1953: Вальтер Боте
- 1954: Энрико Ферми
- 1955: Ханс Бете
- 1956: Виктор Вайскопф
- 1957: Карл Фридрих фон Вайцзеккер
- 1958: Вольфганг Паули
- 1959: Оскар Клейн
- 1960: Лев Давидович Ландау
- 1961: Юджин Вигнер
- 1962: Ральф Крониг
- 1963: Рудольф Пайерлс
- 1964: Сэмюэл Абрахам Гаудсмит и Джордж Юджин Уленбек
- 1965: награждения не было
- 1966: Герхарт Людерс[англ.]
- 1967: Гарри Леман[англ.][Ком. 2]
- 1968: Вальтер Гайтлер
- 1969: Фримен Дайсон
- 1970: Рудольф Хааг[Ком. 3]
- 1971: награждения не было
- 1972: Герберт Фрёлих
- 1973: Николай Николаевич Боголюбов
- 1974: Леон ван Хов[англ.]
- 1975: Грегор Вентцель
- 1976: Эрнст Штюкельберг
- 1977: Вальтер Тирринг
- 1978: Пауль Эвальд
- 1979: Маркус Фирц[англ.]
- 1980: награждения не было
- 1981: Курт Симанцик[англ.][Ком. 4]
- 1982: Ганс-Арвед Вейденмюллер[англ.]
- 1983: Николас Кеммер
- 1984: Рес Йост
- 1985: Йоитиро Намбу
- 1986: Франц Вегнер[англ.]
- 1987: Юлиус Весс
- 1988: Валентин Баргман
- 1989: Бруно Зумино[англ.]
- 1990: Герман Хакен
- 1991: Вольфхарт Циммерман[Ком. 5]
- 1992: Либ, Эллиот
- 1993: Курт Биндер
- 1994: Ганс-Юрген Борхерс[англ.]
- 1995: Зигфрид Гроссман[англ.]
- 1996: Людвиг Дмитриевич Фаддеев
- 1997: Джеральд Браун
- 1998: Раймон Стора[англ.]
- 1999: Пьер Хоэнберг
- 2000: Мартин Люшер[англ.]
- 2001: Юрг Фролих[англ.]
- 2002: Юрген Элерс[Ком. 6]
- 2003: Мартин Гутцвиллер[англ.][Ком. 7]
- 2004: Клаусс Хепп[англ.][Ком. 8]
- 2005: Петер Цоллер[Ком. 9]
- 2006: Вольфганг Гётце[англ.][Ком. 10]
- 2007: Джоэль Лебовиц[Ком. 11]
- 2008: Детлев Бухгольц[англ.]
- 2009: Роберт Грэхем[англ.]
- 2010: Дитер Фольхардт[англ.][Ком. 12]
- 2011: Джорджо Паризи[Ком. 13]
- 2012: Мартин Цирнбауэр[англ.]
- 2013: Вернер Нахм[англ.]
- 2014: Давид Рюэль
- 2015: Вячеслав Муханов
- 2016: Герберт Вагнер[англ.]
- 2017: Герберт Шпон[англ.]
- 2018: Хуан Игнасио Сирак
- 2019: Детлеф Лозе[англ.]
- 2020: Анджей Бурас[англ.]
- 2021: Александр Поляков
- 2022: Аннетт Циппелиус[англ.]
- 2023: Рашид Сюняев
- 2024: Эрвин Фрей[нем.]

## Комментарии
1. ↑  квантовая электродинамика
2. ↑  квантовая теория поля
3. ↑  квантовая теория поля
4. ↑  квантовая теория поля
5. ↑  квантовая теория поля
6. ↑  работы по эйнштейновской теории гравитации
7. ↑  квантовая теория металлов
8. ↑  работы по физике лазеров, квантовой теории и нейронауке
9. ↑  взаимодействие между лазерным излучением и атомами
10. ↑  теория взаимодействия мод при переходе стёкол
11. ↑  за вклад в статистическую физику равновесных и неравновесных систем
12. ↑  за разработку теории динамического среднего поля для коррелированных квантовых систем и важный вклад в многочастичную квантовую теорию конденсированного состояния.
13. ↑  за значительный вклад в теоретическую физику элементарных частиц и квантовую теорию поля, а также статистическую физику, в особенности физику систем с замороженным беспорядком, прежде всего спиновых стёкол.